# اینی مینی
اینی مینی (به انگلیسی: Eenie Meenie) نام چهارمین تک‌آهنگ جاستین بیبر، خوانندهٔ نوجوان کانادایی است که با همراهی شان کینگستون، خوانندهٔ سیاه پوست جامائیکایی-آمریکایی، خوانده شده‌است. این ترانه در جدول ۱۰۰ اثر برتر بیلبورد، رتبهٔ ۱۵ و در ۱۰۰ اثر برتر کانادا رتبهٔ ۱۴ را بدست آورد.